# Di20
di20 är det andra studioalbumet av den italienska sångerskan Francesca Michielin. Det gavs ut den 23 oktober 2015 och innehåller 11 låtar. Nyutgåvan di20are släpptes den 19 februari 2016 och innehåller 15 låtar.

## Produktion
Albumet är producerat av Michele Canova. Francesca Michielin har själv varit med och skrivit åtta av låtarna på skivan, varav det sista spåret "25 febbraio" har hon skrivit helt själv. Hon är också krediterad till nio spår för piano och synth.
Albumet distribuerades av Sony Music Entertainment Italy och spelades in under 2014 och 2015 i både Milano (Italien) och Hollywood (USA). Sexton låtskrivare har medverkat till att skriva text och musik till låtarna på skivan.

## Singlar
Tre låtar från albumet släpptes som musiksinglar innan släppet av albumet. "L'amore esiste" släpptes som den första singeln den 6 mars 2015. Sedan släpptes även "Battito di ciglia" som den andra singeln den 10 juli 2015 och "Lontano" som den tredje och sista singeln från di20 den 25 september 2015.
"Nessun grado di separazione" som Michielin kommit på andra plats med i San Remo-festivalen år 2016, blev singeln till albumets nyutgåva di20are och släpptes den 11 februari 2016.

## Spårlista

### di20
| Nr  | Titel                | Text                                                                          | Musik                                         | Längd |
| --- | -------------------- | ----------------------------------------------------------------------------- | --------------------------------------------- | ----- |
| 1.  | "diVento"            | Francesca Michielin                                                           | Francesca Michielin, Patrizio Simonini        | 3:36  |
| 2.  | "L'amore esiste"     | Fortunato Zampaglione                                                         | Fortunato Zampaglione, Michele Canova Iorfida | 3:32  |
| 3.  | "Almeno tu"          | Francesca Michielin                                                           | Colin Munroe, April Bender                    | 3:24  |
| 4.  | "Lontano"            | Fortunato Zampaglione                                                         | Fortunato Zampaglione                         | 3:06  |
| 5.  | "Amazing"            | Francesca Michielin, Negin Djafari                                            | Francesca Michielin, Fausto Cogliati          | 3:31  |
| 6.  | "Tutto questo vento" | Francesca Michielin, Giovanni Caccamo, Federica Abbate, Gianclaudia Franchini | Federica Abbate, Gianclaudia Franchini        | 3:47  |
| 7.  | "Battito di ciglia"  | Francesca Michielin, Fortunato Zampaglione                                    | Fortunato Zampaglione, Michele Canova Iorfida | 3:38  |
| 8.  | "Un cuore in due"    | Francesca Michielin, Ermal Meta                                               | Federica Abbate, Matteo Buzzanca              | 3:32  |
| 9.  | "Io e te"            | Francesca Michielin, Massimiliano Pelan, Fabio De Martino                     | Massimiliano Pelan, Fabio De Martino          | 3:28  |
| 10. | "Sons and Daughters" | Viktoria Hansen                                                               | Viktoria Hansen                               | 3:55  |
| 11. | "25 febbraio"        | Francesca Michielin                                                           | Francesca Michielin                           | 3:47  |

### di20are
| Nr  | Titel                         | Text                                                                          | Musik                                         | Längd |
| --- | ----------------------------- | ----------------------------------------------------------------------------- | --------------------------------------------- | ----- |
| 1.  | "Nessun grado di separazione" | Francesca Michielin, Cheope, Fabio Gargiulo                                   | Federica Abbate                               | 3:39  |
| 2.  | "L'amore esiste"              | Fortunato Zampaglione                                                         | Fortunato Zampaglione, Michele Canova Iorfida | 3:32  |
| 3.  | "Lontano"                     | Fortunato Zampaglione                                                         | Fortunato Zampaglione                         | 3:06  |
| 4.  | "Amazing"                     | Francesca Michielin, Negin Djafari                                            | Francesca Michielin, Fausto Cogliati          | 3:27  |
| 5.  | "È con te"                    | Cheope                                                                        | Federica Abbate                               | 3:39  |
| 6.  | "Almeno tu"                   | Francesca Michielin                                                           | Colin Munroe, April Bender                    | 3:24  |
| 7.  | "Tutto questo vento"          | Francesca Michielin, Giovanni Caccamo, Federica Abbate, Gianclaudia Franchini | Federica Abbate, Gianclaudia Franchini        | 3:47  |
| 8.  | "Tutto è magnifico"           | Roberto Casalino                                                              | Roberto Casalino, Dario Faini                 | 3:24  |
| 9.  | "Un cuore in due"             | Francesca Michielin, Ermal Meta                                               | Federica Abbate, Matteo Buzzanca              | 3:32  |
| 10. | "Battito di ciglia"           | Francesca Michielin, Fortunato Zampaglione                                    | Fortunato Zampaglione, Michele Canova Iorfida | 3:38  |
| 11. | "25 febbraio"                 | Francesca Michielin                                                           | Francesca Michielin                           | 3:45  |
| 12. | "Io e te"                     | Francesca Michielin, Massimiliano Pelan, Fabio De Martino                     | Massimiliano Pelan, Fabio De Martino          | 3:28  |
| 13. | "Sons and Daughters"          | Viktoria Hansen                                                               | Viktoria Hansen                               | 3:54  |
| 14. | "diVento"                     | Francesca Michielin                                                           | Francesca Michielin, Patrizio Simonini        | 3:35  |
| 15. | "Nice to Meet You"            | Francesca Michielin                                                           | Francesca Michielin                           | 4:18  |

## Listhistorik
Albumet debuterade på femte plats på den italienska albumlistan den 29 oktober 2015 och låg totalt tre veckor på topp-20. Nyutgåvan di20are debuterade på tredje plats på den italienska albumlistan den 25 februari 2016. Totalt har båda albumen legat 18 veckor på listan. di20are har också nått plats 96 på den schweiziska albumlistan.

### Listplaceringar
| Lista (2015)   | Topplacering |
| -------------- | ------------ |
| Italien (FIMI) | 5            |

| Lista (2016)                  | Topplacering |
| ----------------------------- | ------------ |
| Italien (FIMI)                | 3            |
| Schweiz (Schweizer Hitparade) | 96           |